# Joost Broerse
Joost Broerse est un footballeur néerlandais, né le 8 mai 1979 à De Bilt. Il évoluait aux postes de stoppeur et de milieu défensif.

## Palmarès
- FC Utrecht
  - Vainqueur de la Coupe des Pays-Bas en 2004.
  - Vainqueur de la Supercoupe des Pays-Bas en 2004.

- APOEL Nicosie
  - Champion de Chypre en 2009 et 2011.
  - Vainqueur de la Supercoupe de Chypre en 2008 et 2009.

- PEC Zwolle
  - Vainqueur de la Coupe des Pays-Bas en 2014.
  - Vainqueur de la Supercoupe des Pays-Bas en 2014.